# Kart&Bildteknik
Kart & Bildteknik är en medlemstidning som ges ut av Kartografiska sällskapet och kommer ut fyra gånger per år. 
Kart & Bildteknik innehåller artiklar inom området geografisk informationshantering, såsom kartografi, GIS, GIT, historisk kartografi, fjärranalys, fotogrammetri och geodesi. 